# Paulamys naso
Genre
Espèce
Statut de conservation UICN

 EN B1ab(ii,iii) : En danger
Paulamys naso, unique représentant du genre Paulamys est une espèce de rongeur de la sous-famille des Murinés.

## Distribution
Cette espèce est endémique de l'île Florès en Indonésie. Elle n'est connue uniquement d'après des ossements. Elle est classée comme éteinte par l'UICN, mais il pourrait toutefois subsister des spécimens entre 1 000 et 2 000 m à Gunung Ranaka.

## Publications originales
- Musser, van de Weerd & Strasser 1986 : « Paulamys, a replacement name for Floresomys Musser, 1981 (Muridae), and new material of that taxon from Flores, Indonesia ». American Museum Novitates, n. 2850, p. 1-5 (lire en ligne).
- Musser, 1981 : « The giant rat of Flores and its relatives east of Borneo and Bali ». Bulletin of the American Museum National History, vol. 169, p. 67-176 (lire en ligne).